# Bronkow
Bronkow (em baixo sorábio: Bronkow) é um município da Alemanha, situado no distrito de Oberspreewald-Lausitz, no estado de Brandemburgo. Tem 38,21 km² de área, e sua população em 2019 foi estimada em 580 habitantes.